# ميشيل غوردون
ميشيل غوردون (بالإنجليزية: Michelle Gordon) هي قاضية أسترالية، ولدت في 19 نوفمبر 1964 في برث في أستراليا.